# Стари кучета
„Стари кучета“ (на английски: Old Dogs) е американски комедиен филм от 2009 г. на режисьора Уолт Бекер, и участват Джон Траволта, Робин Уилямс, Кели Престън, Мат Дилън, Джъстин Лонг, Сет Грийн, Рита Уилсън, Дакс Шепърд, Лори Лафлин и Бърни Мак. Пуснат е в кината на 25 ноември 2009 г. и е пуснат на 9 март 2010 г. на DVD.
Филмът се посвещава на Мак (който почина през 2008 г. и е последната му филмова роля) и Джет Траволта (синът на Джон Траволта и Кели Престън, който почина през 2009 г.). Филмът е посрещнат от критиците и печели 96.7 млн. долара в световен мащаб при бюджет от 35 млн. долара. В 30-тата церемония по връчването на наградите „Златна малинка“, филмът е номиниран в четири категории – най-лош филм, най-лош актьор за Джон Траволта, най-лоша поддържаща актриса за Кели Престън и най-лош режисьор за Уолт Бекер.
Канадският музикант Брайън Адамс написа песен за филма – „You've Been a Friend to Me“.